# 張建相

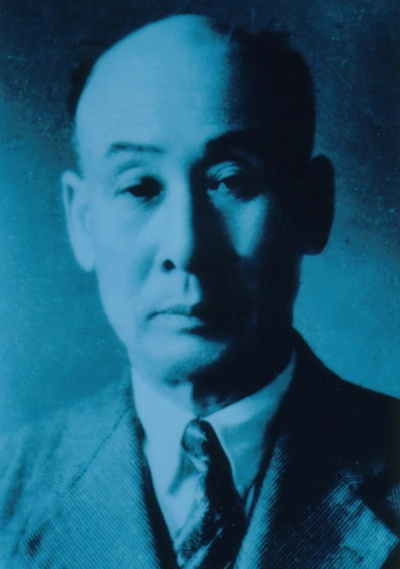
撮影時期不詳

張 建相（チャン・ゴンサン、朝鮮語: 장건상、1880年または1882年12月19日または1883年または1888年 - 1974年5月14日）は、日本統治時代の朝鮮の独立運動家、大韓民国の政治家。第2代韓国国会議員。
本貫は仁同張氏。号は宵海。

## 経歴
慶南東萊（現・釜山広域市）または慶北漆谷（現・亀尾市）出身。釜山の私塾で漢文・神学を、牧師の下で英語を勉強した後、1905年に早稲田大学政治学科に入学したが、途中で退学され、渡米しインディアナ州立大学法学部卒。1917年に上海に渡り、同済社を経て上海臨時政府外務次長を務めた。三・一運動に参加した後、1921年にイルクーツクの高麗共産党大会に出席し、政治部委員に選出された。その後はモスクワの第3インターナショナル第3次大会に出席し、レーニンに会ってコミンテルンとイルクーツクの高麗共産党の連絡役を務めた。1922年に極東人民代表大会に韓国代表として参加したが、中国の警察に逮捕された。北京新聞の擁護を受けて釈放された後、上海で義烈団員として活動し、爆弾を朝鮮に送ったことでまた逮捕され、朝鮮に押送されたが、証拠不足により起訴猶予で釈放された。その後はまた上海に戻り、1941年に上海臨時政府議政院議員、1942年に上海臨時政府国務委員兼学務部長を務めた。光復後は呂運亨系で活動し、臨時政府を離れ民主主義民族戦線に参加し、民主主義民族戦線副議長、朝鮮人民党副党首、勤労人民党首席副委員長、統一社会党・民主革新党創党委員を務めた。釜山選出の第2代国会議員を務めた後も革新系で活動したが、スパイ朴正鎬事件に巻き込まれてしばらく拘束された。5・16軍事クーデター以降はまた革新党事件で逮捕され、懲役5年の刑を宣告されたが、高齢のため釈放された、その後はソウル市貞陵の小屋で余生を過ごした。
1974年5月14日の夜、ソウル市城北区貞陵3洞の自宅で持病により死去。享年87。1986年に建国勲章大統領章を追贈された。

## エピソード
能弁家だったが、卞（栄泰）長官の召喚を主張して大きな波紋を呼んだ後、沈黙を貫いた。
釜山民主公園には張の銅像がある。